# Bogomil
Ne doit pas être confondu avec Bogumił.
Bogomil (en bulgare : Богомил) est un prêtre bulgare du Xe siècle.

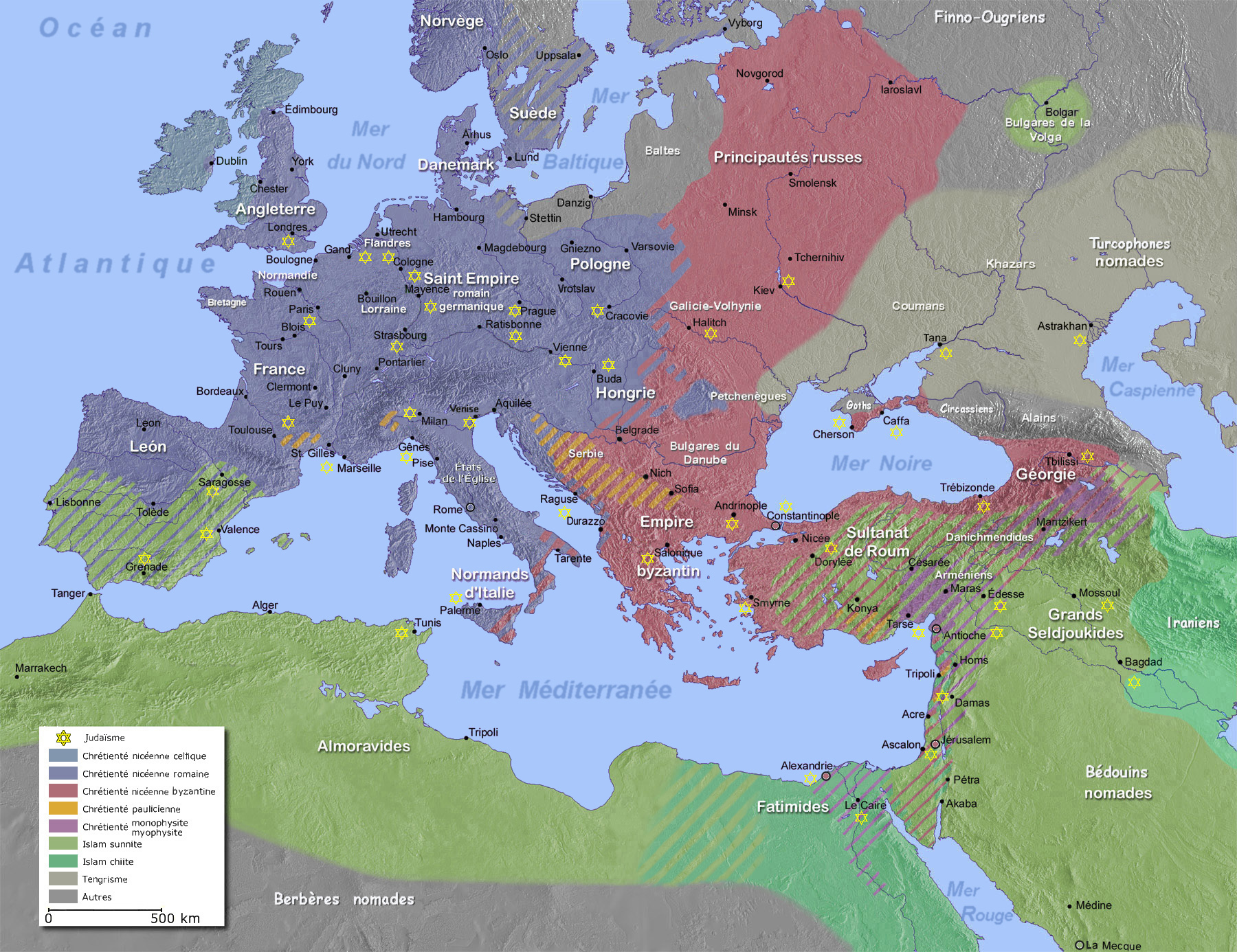
En orange, le bogomilisme dans les Balkans parmi les autres confessions similaires au paulicianisme.

Bogomil est cité dans le Traité des hérétiques de Cosmas le prêtre et dans des manuscrits ultérieurs (XIIIe siècle) sans que son historicité soit clairement prouvée, ce qui ne signifie pas que la croyance bogomile n'a pas existé.
Bogomil serait contemporain de Pierre Ier de Bulgarie. Il fut actif en Thrace et en Macédoine, et enseignait que l'État et l'Église étaient des créations de Satan. Sa doctrine dualiste présente donc des similitudes avec le paulicianisme et le manichéisme ; il a, ainsi, cristallisé autour de lui les ressentiments que la population avait contre le basileus, le tsar, les boyards et le haut-clergé.
Son nom, composé des éléments bog- (du vieux slave богъ, bogü (« dieu »)) et mil (du vieux slave милы, mily (« agréable, cher, aimé »)), signifie « aimé de Dieu ».